# Remoulade

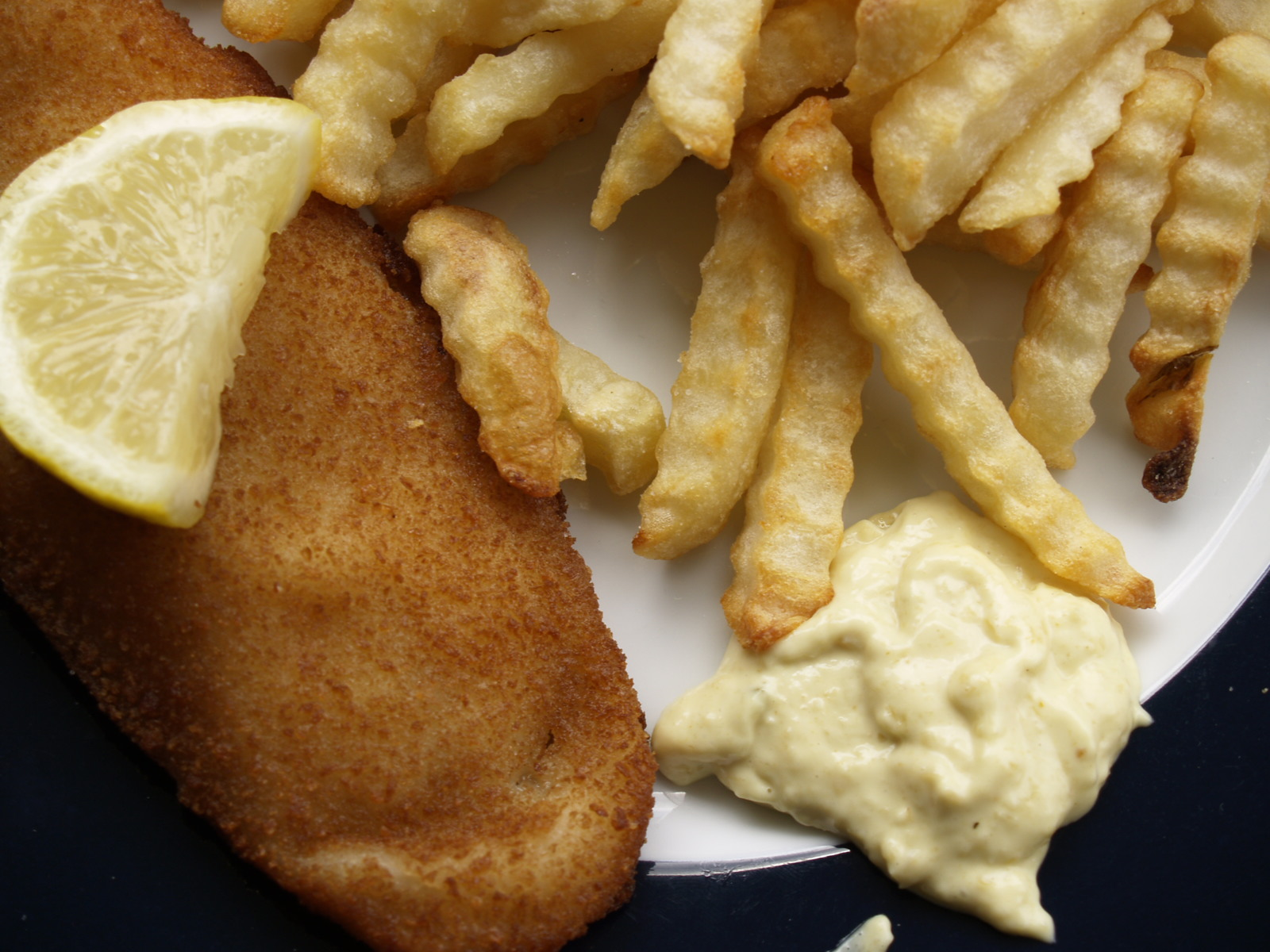
Rémoulade și pește cu cartofi pai.

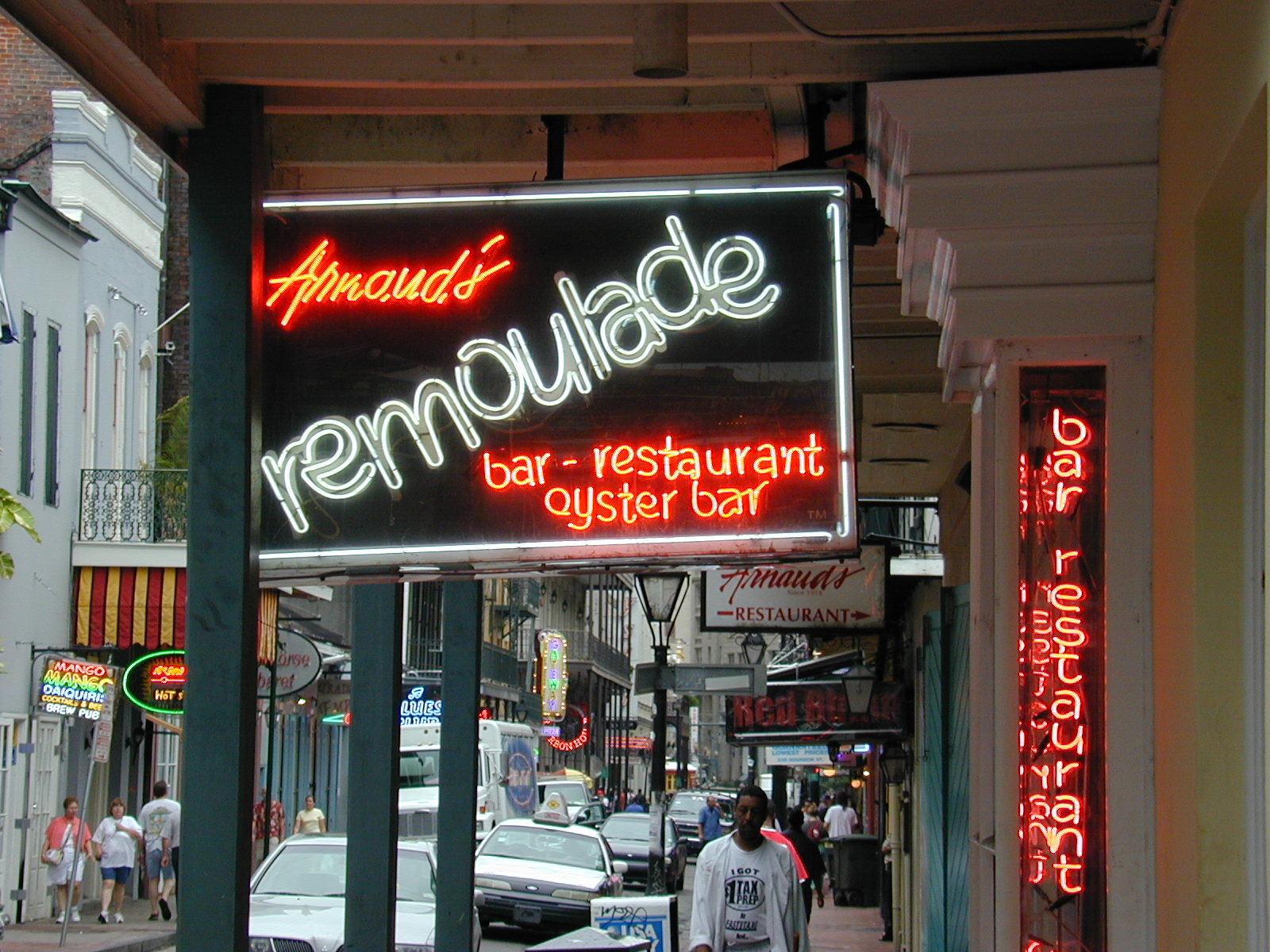
Tabla restaurantului numit Arnaud's Remoulade în New Orleans, Luisiana, SUA.

Rémoulade este un sos rece francez pe bază de maioneză. Deși este similar cu sosul tartar, este adesea mai gălbui (sau mai roșu în Luisiana), uneori aromat cu curry și, adesea, conține murături tocate. De asemenea, poate conține hrean, boia, hamsii, capere și o mulțime de alte ingrediente. În timp ce scopul său inițial era probabil folosirea sa cu carne, acum este mai des servit drept condiment sau ca sos, în principal pentru mâncăruri cu pești precum calcanul mare, cambula aurie și fructe de mare (ca somonul și crabul).